# Formica gynocrates
Formica gynocrates är en myrart som beskrevs av Roy R. Snelling och William F. Buren 1985. Formica gynocrates ingår i släktet Formica och familjen myror. Inga underarter finns listade i Catalogue of Life.

## Bildgalleri

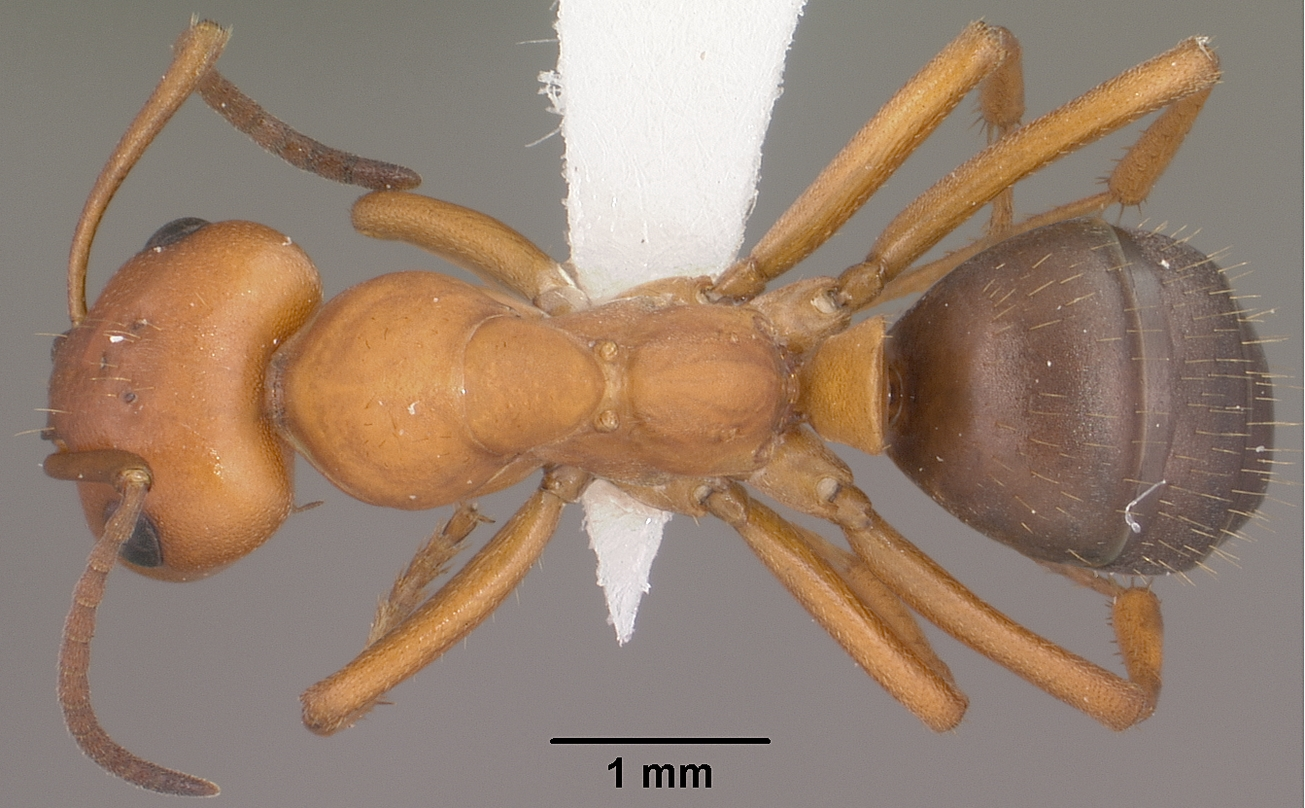
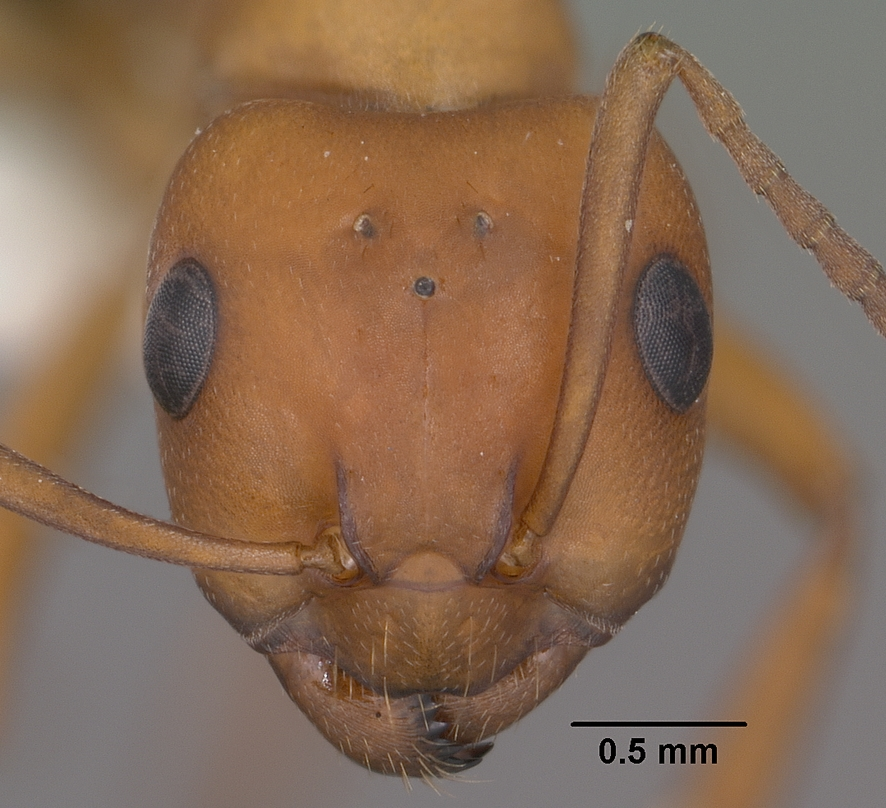
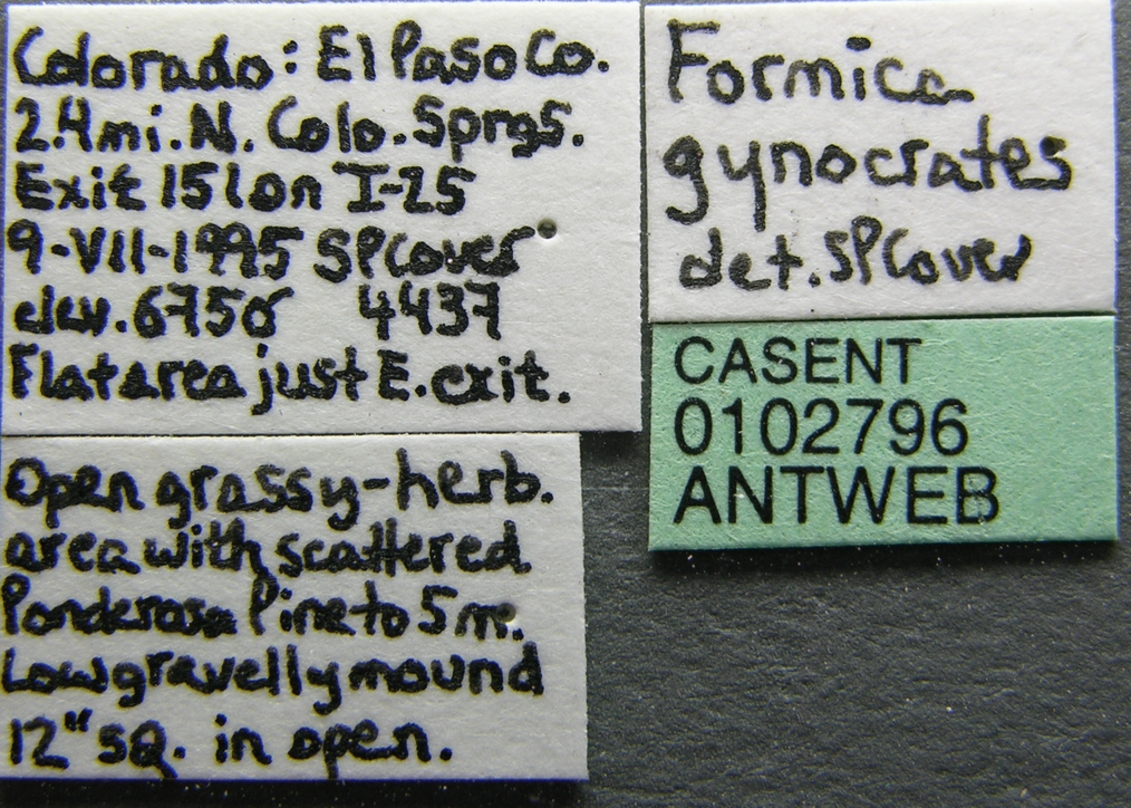
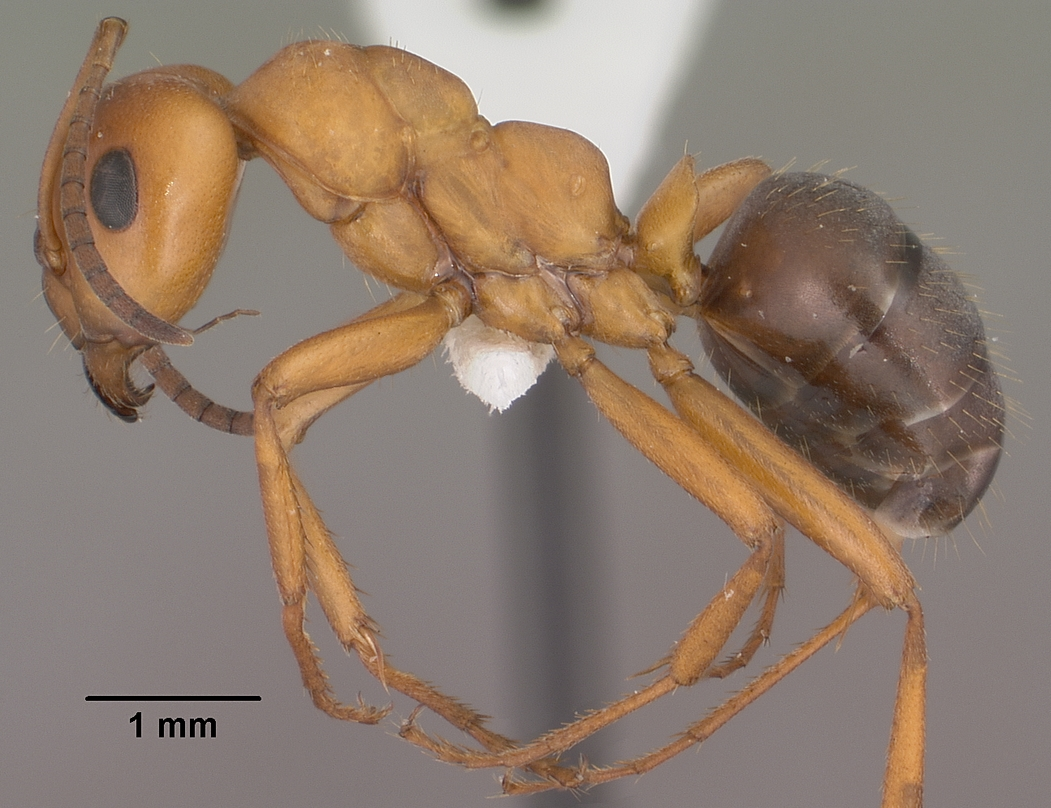